# Колдиц
Колдиц (њем. Colditz) град је у њемачкој савезној држави Саксонија. Једно је од 41 општинског средишта округа Лајпциг. Према процјени из 2010. у граду је живјело 4.927 становника. Посједује регионалну шифру (AGS) 14729080.

## Географски и демографски подаци
Колдиц се налази у савезној држави Саксонија у округу Лајпциг. Град се налази на надморској висини од 156 метара. Површина општине износи 33,6 km². У самом граду је, према процјени из 2010. године, живјело 4.927 становника. Просјечна густина становништва износи 146 становника/km².